# Rollercoaster (The Jesus and Mary Chain)
Rollercoaster è un EP del gruppo musicale britannico The Jesus and Mary Chain, pubblicato il 27 agosto 1990.
Venne distribuito su vinile da 7", da 12", su musicassetta e su CD singolo. Raggiunse il n° 46 della classifica britannica e il n° 25 di quella irlandese. William e Jim Reid furono i produttori di tutte le tracce.

## Tracce
Testi e musiche di W. e J. Reid, eccetto ove indicato.
1. Rollercoaster – 3:50
2. Silverblade – 2:56
3. Lowlife – 3:25
4. Tower of Song – 4:50 (Leonard Cohen)

## Classifiche
| Classifica (1990) | Posizione massima |
| ----------------- | ----------------- |
| Regno Unito       | 46                |
| Irlanda           | 25                |